# Amphisbaena darwinii
La culebrita ciega o viborita ciega (Amphisbaena darwinii) es una especie de anfisbena perteneciente a la familia amphisbaenidae. Es endémica de Sudamérica.Por su cuerpo anillado y cabeza pequeña, es frecuentemente confundido con lombrices o con serpientes.

## Descripción

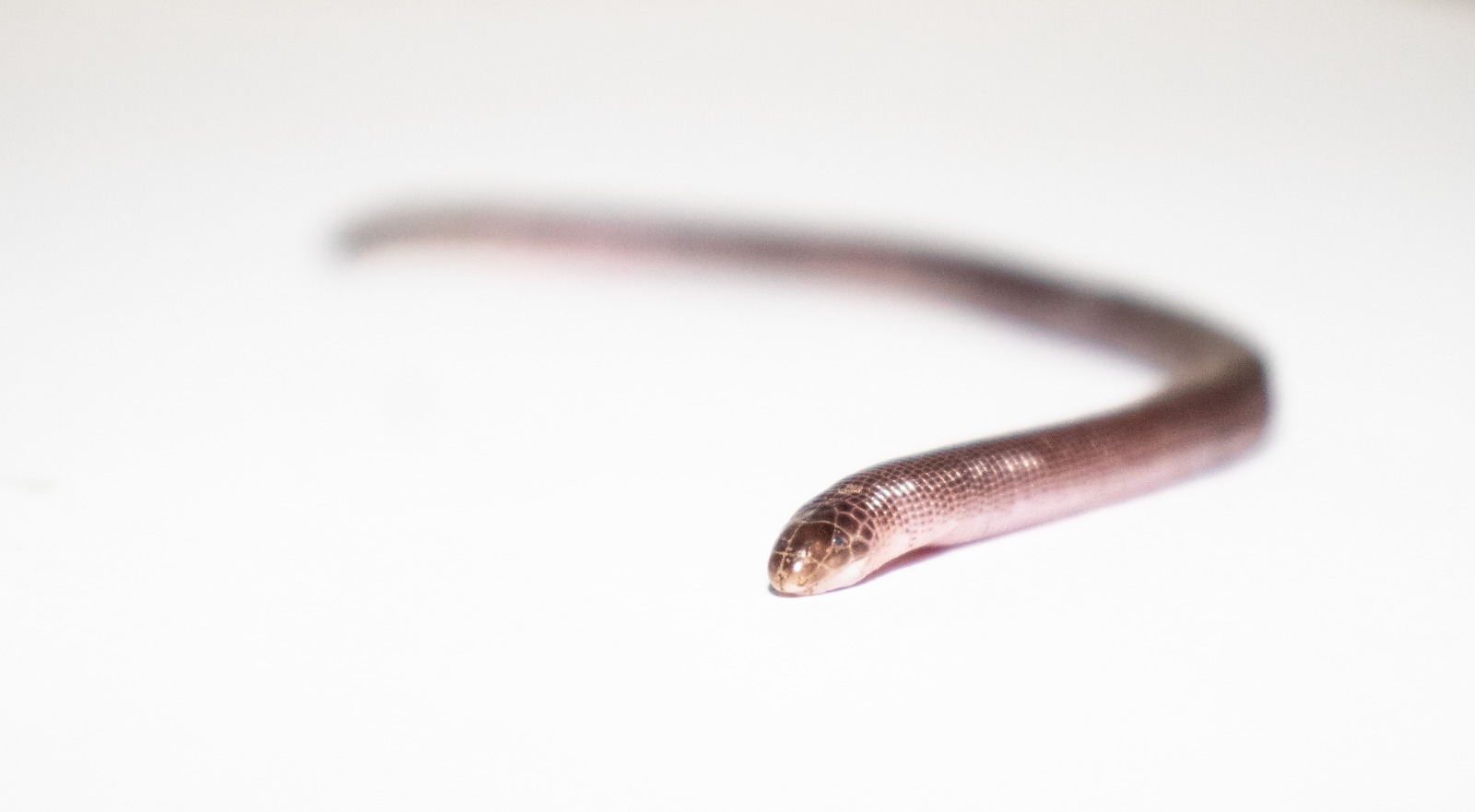
Vista frontal de una A. darwinii. Notar los ojos atrofiados y las escamas grandes de la cabeza.

A. darwinii es un animal de pequeño a mediano tamaño, que puede alcanzar hasta 36 cm de longitud. Su cuerpo es robusto en comparación a otras especies del mismo género. Su cabeza es pequeña, con escamas de mayor tamaño, diferenciadas del resto del cuerpo, y ojos diminutos atrofiados típicos de las anfisbenas, con los que solo captan la luz. El extremo posterior es macizo, a diferencia de lo que sucede con animales similares como serpientes, dando la impresión de tener ''dos cabezas''.

## Distribución y hábitat
Se encuentra en el centro-norte de Argentina, Uruguay, Paraguay y el sur de Brasil. Habitan pastizales, arboledas, selvas, entre multitud de otros ambientes, pasando la mayor parte de su vida ocultos bajo tierra. Tuvieron éxito relativo en la civilización, y pueden encontrárselos en jardines y parques de ciudades y pueblos.

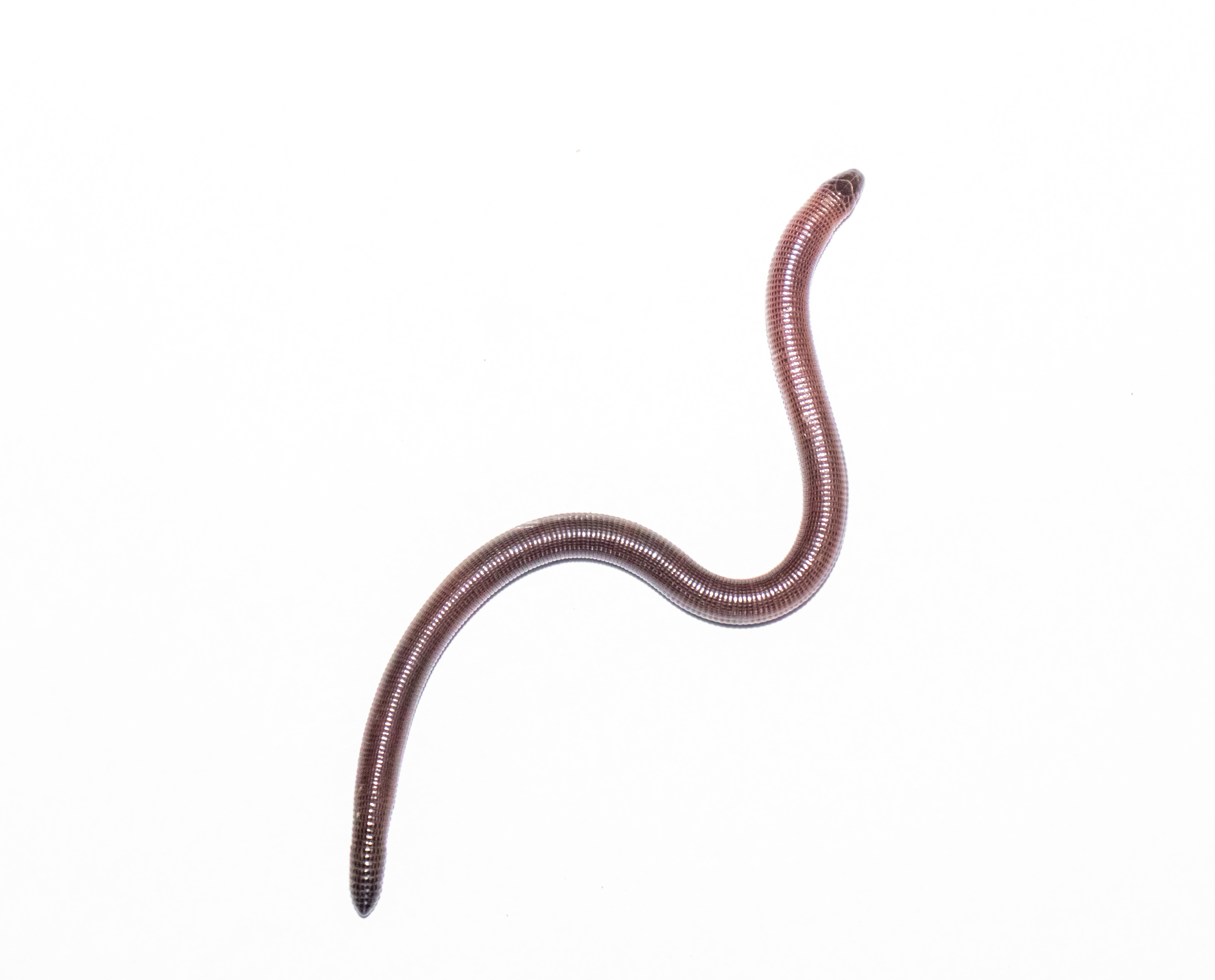
Vista cenital de una A. darwinii

## Comportamiento
Son animales fosoriales, que pasan gran parte de su vida bajo tierra, y por ende son poco avistados por las personas. 
Se alimentan principalmente de pequeños insectos como hormigas (en estado adulto o larvas) los cuales busca activamente.